# Werner Klingler (Mediziner)

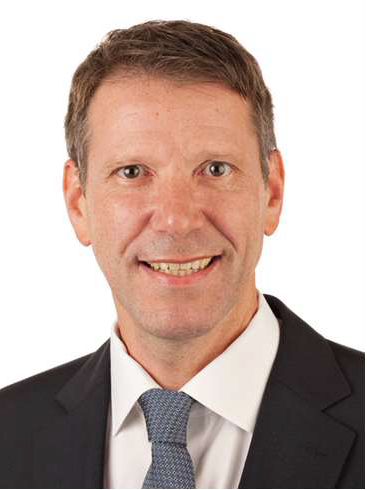
Werner Klingler

Werner Klingler (* 10. Juni 1970) ist ein deutscher Anästhesist. Seine primären Fachgebiete sind die Faszienforschung und die Maligne Hyperthermie.

## Werdegang
Klingler wuchs in Neu-Ulm auf, wo er 1989 am Bertha-von-Suttner-Gymnasium das Abitur ablegte. Von 1990 bis 1997 studierte er Medizin an der Universität Ulm und am Londoner King’s College, anschließend promovierte er 1999. Von 2007 bis 2011 arbeitete er als Facharzt für Anästhesiologie an der Universitätsklinik Ulm, von 2011 bis 2018 als Oberarzt auf dem Gebiet der Neuroanästhesie an der Neurochirurgischen Universitätsklinik Ulm-Günzburg und ab 2018 als Chefarzt der Klinik für Anästhesie, Intensivmedizin, Notfallmedizin und Schmerztherapie der SRH Kliniken Landkreis Sigmaringen.
Nach seiner Habilitation im Jahr 2010 ernannte ihn die medizinische Fakultät der Universität Ulm 2016 zum Professor. Im selben Jahr zeichnete ihn die Queensland University of Technology in Australien mit einer Gastprofessur aus.
Über die Fachkreise hinaus bekannt wurde Klingler durch seine populärwissenschaftliche Vortragstätigkeit sowie seine Präsenz in den Medien als Experte zum Thema Faszien.

## Funktionen und Ämter (Auswahl)
- Leitung der nationalen deutschen Malignen Hyperthermie Hotline
- Akademische Leitung des Faszienlabors, Universität Ulm
- Wissenschaftlicher Beirat der Kongressreihe ‚Connective Tissues in Sports Medicine’
- Vorstand, Verein zur Förderung der Faszienforschung e. V.[3]

## Auszeichnungen
- „Young Investigator Award“ der Federation of European Physiological Societies[4]
- Vladimir-Janda-Preis für Muskuloskeletale Medizin[5]
- Wissenschaftspreis der European Malignant Hyperthermia Group[6]